# Вівіан Сегніні
Вівіан Сегніні (порт. Vivian Segnini; нар. 3 січня 1989) — колишня бразильська тенісистка.
Найвищу одиночну позицію світового рейтингу — 275 місце досягла 24 жовтня 2011, парну — 244 місце — 2 квітня 2012 року.
Здобула 1 одиночний та 5 парних титулів.

## Фінали ITF
| Турніри $100,000 |
| Турніри $75,000  |
| Турніри $50,000  |
| Турніри $25,000  |
| Турніри $10,000  |

### Одиночний розряд: 12 (1–11)
| Результат | Ранг | Дата              | Турнір                       | Покриття | Суперниця                     | Рахунок        |
| --------- | ---- | ----------------- | ---------------------------- | -------- | ----------------------------- | -------------- |
| Поразка   | 1.   | 8 жовтня 2006     | ITF Тукуман, Аргентина       | Ґрунт    | Тельяна Перейра               | 2–6, 1–6       |
| Поразка   | 2.   | 10 листопада 2007 | ITF Ліма, Перу               | Ґрунт    | Марія Фернанда Альварес Теран | 6–7(2–7), 2–6  |
| Поразка   | 3.   | 9 грудня 2007     | ITF Гавана, Куба             | Тверде   | Ясмина Кайтазович             | 3–6, 1–6       |
| Поразка   | 4.   | 4 травня 2008     | ITF Адана, Туреччина         | Ґрунт    | Леся Цуренко                  | 6–4, 1–6, 1–6  |
| Поразка   | 5.   | 8 червня 2008     | ITF Ізмір, Туреччина         | Тверде   | Pemra Ozgen                   | 2–6, 6–7(5–7)  |
| Перемога  | 1.   | 20 липня 2008     | ITF Картахена, Колумбія      | Тверде   | Маріна Хіраль Лорес           | 7–6(10–8), 6–2 |
| Поразка   | 6.   | 18 жовтня 2009    | ITF Бауру, Бразилія          | Ґрунт    | Вероніка Сепеде Ройг          | 0–6, 3–6       |
| Поразка   | 7.   | 25 жовтня 2009    | ITF Санта-Крус, Болівія      | Ґрунт    | Вероніка Сепеде Ройг          | 2–6, 2–6       |
| Поразка   | 8.   | 31 жовтня 2009    | ITF Форталеза, Бразилія      | Ґрунт    | Роксане Вайзенберг            | 4–6, 6–7(5–7)  |
| Поразка   | 9.   | 20 грудня 2009    | ITF Веракрус, Мексика        | Тверде   | Сюй Цзеюй                     | 5–7, 4–6       |
| Поразка   | 10.  | 28 травня 2011    | ITF Ітапарика, Бразилія      | Ґрунт    | Роксане Вайзенберг            | 0–6, 1–6       |
| Поразка   | 11.  | 23 липня 2011     | ITF Рібейран-Прету, Бразилія | Ґрунт    | Андреа Коч Бенвенуто          | 2–6, 2–6       |

### Парний розряд: 11 (5–6)
| Результат | Ранг | Дата            | Турнір                         | Покриття | Партнерка            | Суперниці                                | Рахунок           |
| --------- | ---- | --------------- | ------------------------------ | -------- | -------------------- | ---------------------------------------- | ----------------- |
| Поразка   | 1.   | 18 травня 2008  | ITF Бухарест, Румунія          | Ґрунт    | Ioana Ivan           | Клаудія Бочова Романа Табак              | 2–6, 0–6          |
| Перемога  | 1.   | 1 серпня 2009   | ITF Кампус-ду-Жордау, Бразилія | Тверде   | Ларісса Карвальйо    | Монік Албукерке Паула Крістіна Гонсалвеш | 3–6, 6–1, [10–7]  |
| Перемога  | 2.   | 5 вересня 2009  | ITF Селая, Мексика             | Ґрунт    | Джулія Коен          | Наталія Россі Анастасія Харченко         | 6–1, 6–4          |
| Поразка   | 2.   | 12 грудня 2009  | ITF Халапа, Мексика            | Тверде   | Домініка Дьєшкова    | Аманда Фінк Елізабет Лампкін             | 7–5, 2–6, [13–15] |
| Поразка   | 3.   | 9 жовтня 2010   | ITF Лондрина, Бразилія         | Ґрунт    | Вероніка Сепеде Ройг | Каміла Сільва Карен Кастібланко          | 4–6, 3–6          |
| Перемога  | 3.   | 15 жовтня 2010  | ITF Сан-Паулу, Бразилія        | Ґрунт    | Монік Албукерке      | Наталія Россі Барбара Руш                | 6–4, 6–4          |
| Перемога  | 4.   | 23 жовтня 2010  | ITF Santa Maria, Бразилія      | Ґрунт    | Вероніка Сепеде Ройг | Роксане Вайзенберг Наташа Лотуффу        | w/o               |
| Перемога  | 5.   | 30 жовтня 2010  | ITF Іту, Бразилія              | Ґрунт    | Габріела Се          | Флавія Дешандт Араужу Карла Форте        | 6–0, 6–4          |
| Поразка   | 4.   | 27 травня 2011  | ITF Ітапарика, Бразилія        | Ґрунт    | Роксане Вайзенберг   | Монік Албукерке Аранса Салут             | 3–6, 6–4, [9–11]  |
| Поразка   | 5.   | 18 вересня 2011 | ITF Роттердам, Нідерланди      | Ґрунт    | Ана Клара Дуарте     | Леоні Мекел Анаук Тіґу                   | 4–6, 5–7          |
| Поразка   | 6.   | 10 грудня 2011  | ITF Буенос-Айрес, Аргентина    | Ґрунт    | Тельяна Перейра      | Майлен Ору Марія Ірігоєн                 | 1–6, 3–6          |